# GASCO
Die German, Austrian and Swiss Consortia Organisation (GASCO; deutsch Arbeitsgemeinschaft Deutscher, Österreichischer und Schweizer Konsortien) ist eine staatenübergreifende Organisation mit dem Ziel, die Zusammenarbeit öffentlicher Bibliotheken zum Erwerb von elektronischen Zeitschriften, Datenbanken und E-Books im deutschsprachigen Raum zu koordinieren. Die GASCO wurde im Jahr 2000 gegründet.
Die Mitglieder sind Österreich, Schweiz und Deutschland. Luxemburg und die Niederlande sind Gäste.